# Хуан Емилио Чейре
Хуан Емилио Чейре (на испански: Juan Emilio Cheyre Espinoza) е чилийски генерал, главнокомандващ чилийската армия от 2002 до 2006 г.
По време на управлението си се опитва да отдалечи армията от бившия диктатор генерал Аугусто Пиночет и осъжда потъпкването на човешките права от диктатурата на Пиночет. На 10 март 2006 г. предава поста на генерал Оскар Исуриета.